# Столбовое (Джанкойский район)
Столбово́е (до 1948 года Мечетлы́-Кита́й; укр. Стовпове, крымскотат.  Meçitli Qıtay, Мечитли Къытай) — село в Джанкойском районе Республики Крым, входит в состав Ермаковского сельского поселения (согласно административно-территориальному делению Украины — Ермаковского сельского совета Автономной Республики Крым).

## Население
| 2001 | 2014 |
| ---- | ---- |
| 246  | ↘220 |

Всеукраинская перепись 2001 года показала следующее распределение по носителям языка
| Язык             | Процент |
| ---------------- | ------- |
| русский          | 47.56   |
| крымскотатарский | 38.21   |
| украинский       | 8.54    |
| белорусский      | 4.47    |

### Динамика численности
| - 1805 год — 178 чел. - 1864 год — 21 чел. - 1889 год — 182 чел. - 1900 год — 166 чел. - 1915 год — 155 чел. - 1926 год — 176 чел. | - 1939 год — 176 чел. - 1989 год — 237 чел. - 2001 год — 246 чел. - 2009 год — 231 чел. - 2014 год — 220 чел. |

## Современное состояние
На 2017 год в Столбовом числится 4 улицы; на 2009 год, по данным сельсовета, село занимало площадь 79 гектаров на которой, в 83 дворах, проживал 231 человек. В селе действуют средняя общеобразовательная школа

## География
Столбовое — село на севере района, в степном Крыму, на западной стороне шоссе Москва — Симферополь, высота центра села над уровнем моря — 8 м. Ближайшие сёла: Копани — в 1,7 километра на север, Ермаково в 2,4 километра на северо-восток по шоссе и Придорожное — в 2,7 км на юг, также по трассе. Расстояние до райцентра — около 17 километров (по шоссе), ближайшая железнодорожная станция — Солёное Озеро — примерно в 11 километрах. Транспортное сообщение осуществляется по региональной автодороге 35А-002 граница с Украиной — Симферополь — Алушта — Ялта (по украинской классификации — М-18 Харьков — Симферополь — Алушта — Ялта).

## История
Первое документальное упоминание села встречается в Камеральном Описании Крыма… 1784 года, судя по которому, в последний период Крымского ханства Мечитлер Кытай входил в Дип Чонгарский кадылык Карасубазар ского каймаканства. После присоединения Крыма к России (8) 19 апреля 1783 года, (8) 19 февраля 1784 года, именным указом Екатерины II сенату, на территории бывшего Крымского Ханства была образована Таврическая область и деревня была приписана к Перекопскому уезду. После Павловских реформ, с 1796 по 1802 год, входила в Перекопский уезд Новороссийской губернии. По новому административному делению, после создания 8 (20) октября 1802 года Таврической губернии, Мечетлы-Китай был включён в состав Биюк-Тузакчинской волости Перекопского уезда.
По Ведомости о всех селениях в Перекопском уезде состоящих с показанием в которой волости сколько числом дворов и душ… от 21 октября 1805 года, в деревне Китай числилось 27 дворов, 158 крымских татар, 2 ясыров и 18 цыган.
На военно-топографической карте генерал-майора Мухина 1817 года деревня Китай обозначена с 30 дворами. После реформы волостного деления 1829 года Мечетлы-Китай, согласно «Ведомости о казённых волостях Таврической губернии 1829 года», остался в составе Тузакчинской волости. На карте 1836 года в деревне 38 дворов, как и на карте 1842 года.
В 1860-х годах, после земской реформы Александра II, деревню включили в состав Бурлак-Таминской волости. В «Списке населённых мест Таврической губернии по сведениям 1864 года», составленном по результатам VIII ревизии 1864 года, Мечетлы-Китай — владельческая татарская деревня с 10 дворами и 21 жителем при колодцах. По обследованиям профессора А. Н. Козловского начала 1860-х годов, в селении «… нет ни колодцев, ни запруд, ни проточных вод», имелись только копани (выкопанная на месте с близким залеганием грунтовых вод яма) глубиной 5 саженей (около 10 м) вода в которых «не совсем пресная и держится не постоянно». На трёхверстовой карте Шуберта 1865—1876 года в деревне Мечетлы-Кытай отмечены 38 дворов. Согласно «Памятной книжке Таврической губернии за 1867 год», деревня стояла покинутая, ввиду эмиграции крымских татар, особенно массовой после Крымской войны 1853—1856 годов, в Турцию. В «Памятной книге Таврической губернии 1889 года» по результатам Х ревизии 1887 года записан Мечетлы-Китай, уже Байгончекской волости, с 32 дворами и 182 жителями.
После земской реформы 1890 года Мечетлы-Китай отнесли к Богемской волости.
В «…Памятной книжке Таврической губернии на 1892 год» в сведениях о Богемской волости никаких данных о деревне, кроме названия, не приведено (так записывались безземельные селения, не входившие по этой причине в сельское общество), а по «…Памятной книжке Таврической губернии на 1900 год» в посёлке Мечетлы-Китай числилось 166 жителей в 35 дворах. По Статистическому справочнику Таврической губернии. Ч.II-я. Статистический очерк, выпуск пятый Перекопский уезд, 1915 год, в деревне Мечетлы-Китай Богемской волости Перекопского уезда числилось 30 дворов (сведений о частных земельных наделах нет) с населением в количестве 155 человек приписных жителей, из которых 75 мужчин и 80 женщин. Жители владели 1300 десятинами удобной земли. В хозяйствах имелось 112 лошадей, 4 вола, 57 коров и 200 голов мелкого скота.
После установления в Крыму Советской власти, по постановлению Крымревкома от 8 января 1921 года № 206 «Об изменении административных границ» была упразднена волостная система и в составе Джанкойского уезда был создан Джанкойский район. В 1922 году уезды преобразовали в округа. 11 октября 1923 года, согласно постановлению ВЦИК, в административное деление Крымской АССР были внесены изменения, в результате которых округа были ликвидированы, основной административной единицей стал Джанкойский район и село включили в его состав. Согласно Списку населённых пунктов Крымской АССР по Всесоюзной переписи 17 декабря 1926 года, в селе Мечетлы-Китай, Таганашского сельсовета Джанкойского района, числилось 43 двора, все крестьянские, население составляло 176 человек, из них 139 татар, 36 русских, 1 украинец, действовала татарская школа. В селе действовал колхоз «Красная Звезда». По данным всесоюзной переписи населения 1939 года в селе проживало 176 человек.
В 1944 году, после освобождения Крыма от фашистов, согласно постановлению ГКО № 5859 от 11 мая 1944 года, 18 мая крымские татары были депортированы в Среднюю Азию. 12 августа 1944 года было принято постановление № ГОКО-6372с «О переселении колхозников в районы Крыма» и в сентябре 1944 года в район приехали первые новоселы (27 семей) из Каменец-Подольской и Киевской областей, а в начале 1950-х годов последовала вторая волна переселенцев из различных областей Украины. С 25 июня 1946 года Мечетлы-Китай в составе Крымской области РСФСР. Указом Президиума Верховного Совета РСФСР от 18 мая 1948 года, Мечетлы-Китай переименовали в Столбовое. 26 апреля 1954 года Крымская область была передана из состава РСФСР в состав УССР. Время включения в Медведевский сельсовет пока не установлено: на 15 июня 1960 года село уже числилось в его составе. С 1 апреля 1977 года в составе Ермаковского сельсовета. По данным переписи 1989 года в селе проживало 237 человек. С 12 февраля 1991 года село в восстановленной Крымской АССР, 26 февраля 1992 года переименованной в Автономную Республику Крым. С 21 марта 2014 года в составе Крыма аннексировано Россией.